# Gmina Rachanie
Die Gmina Rachanie ist eine Landgemeinde im Powiat Tomaszowski der Woiwodschaft Lublin in Polen. Ihr Sitz ist das gleichnamige Dorf mit etwa 1000 Einwohnern.

## Gliederung
Zur Landgemeinde Rachanie gehören folgende 14 Ortschaften mit einem Schulzenamt:
Grodysławice
Grodysławice-Kolonia
Józefówka
Kozia Wola
Michalów
Michalów-Kolonia
Pawłówka
Rachanie
Siemierz
Siemnice
Werechanie
Wożuczyn
Wożuczyn-Cukrownia
Zwiartówek
Weitere Orte der Gemeinde sind:
Falków
Kalinów
Kociuba
Korea
Pawłówka-Gajówka
Rachanie-Kolonia
Sojnica
Werechanie-Gajówka
Werechanie-Kolonia
Zwiartówek-Kolonia